# Ataenius vethianus
Ataenius vethianus är en skalbaggsart som beskrevs av Schmidt 1909. Ataenius vethianus ingår i släktet Ataenius och familjen Aphodiidae. Inga underarter finns listade.